# Míster Gay Europa 2013
| 2005-Oslo 2006-Ámsterdam 2007-Budapest 2008-Budapest | 2009-Oslo 2010-Ginebra 2011-Braşov 2012-Roma | 2013-Praga 2014-Viena 2015-No celebrado 2016-Oppdal |

Míster Gay Europa 2013 fue el 8.º certamen de belleza gay en Europa y se celebró el 11 de agosto en Praga, República Checa. Participaron 17 concursantes de otras tantas naciones europeas. El irlandés Robbie O'Bara se proclamó vencedor, llevando así la corona para Irlanda.

## Participantes
| País                         | Participante               | Edad | Altura |
| ---------------------------- | -------------------------- | ---- | ------ |
| Bandera de Austria           | Patrick Santos             | 24   | 184    |
| Bandera de Bélgica           | Tom Gorris                 | 34   | 183    |
| Bandera de Bulgaria          | Yanislav Pavlov            | 32   | 179    |
| Bandera de República Checa   | Marek Zly                  | 34   | 180    |
| Bandera de Dinamarca         | Michael Sinan              | 35   | 181    |
| Bandera de Finlandia         | Aleks Vehkala              | 19   | 182    |
| Bandera de Francia           | Armando Santos             | 26   | 176    |
| Bandera de Alemania          | Marcel Ohm                 | 35   | 178    |
| Bandera de Irlanda           | Robbie Obara               | 26   | 189    |
| Bandera de Italia            | Alessio Cuvello            | 25   | 175    |
| Bandera de los Países Bajos  | Bobby de Vries             | 18   | 184    |
| Bandera de Irlanda del Norte | Conor O’Kane               | 20   | 173    |
| Bandera de Eslovaquia        | Jozef Hulina               | 26   | 184    |
| Bandera de España            | Edgar Moreno               | 34   | 181    |
| Bandera de Suecia            | Fritiof Teodor Ingelhammar | 20   | 187    |
| Bandera de Suiza             | Luis Bonfiglio             | 25   | 175    |
| Bandera del Reino Unido      | Leroy Williamson           | 28   | 187    |

## Títulos otorgados
| Título           | País        |
| ---------------- | ----------- |
| Reto deportivo   | Austria     |
| Mr. Simpatía     | Dinamarca   |
| Voto de internet | Francia     |
| Mejor entrevista | Irlanda     |
| Fotogénico       | Eslovaquia  |
| Mejor talento    | Irlanda     |
| Redacción        | Suecia      |
| Traje de baño    | Reino Unido |
| Mr. Gay Europa   | Irlanda     |

## Finalistas
| País        |
| ----------- |
| Irlanda     |
| Reino Unido |
| Suecia      |